# Catedral de Bovino

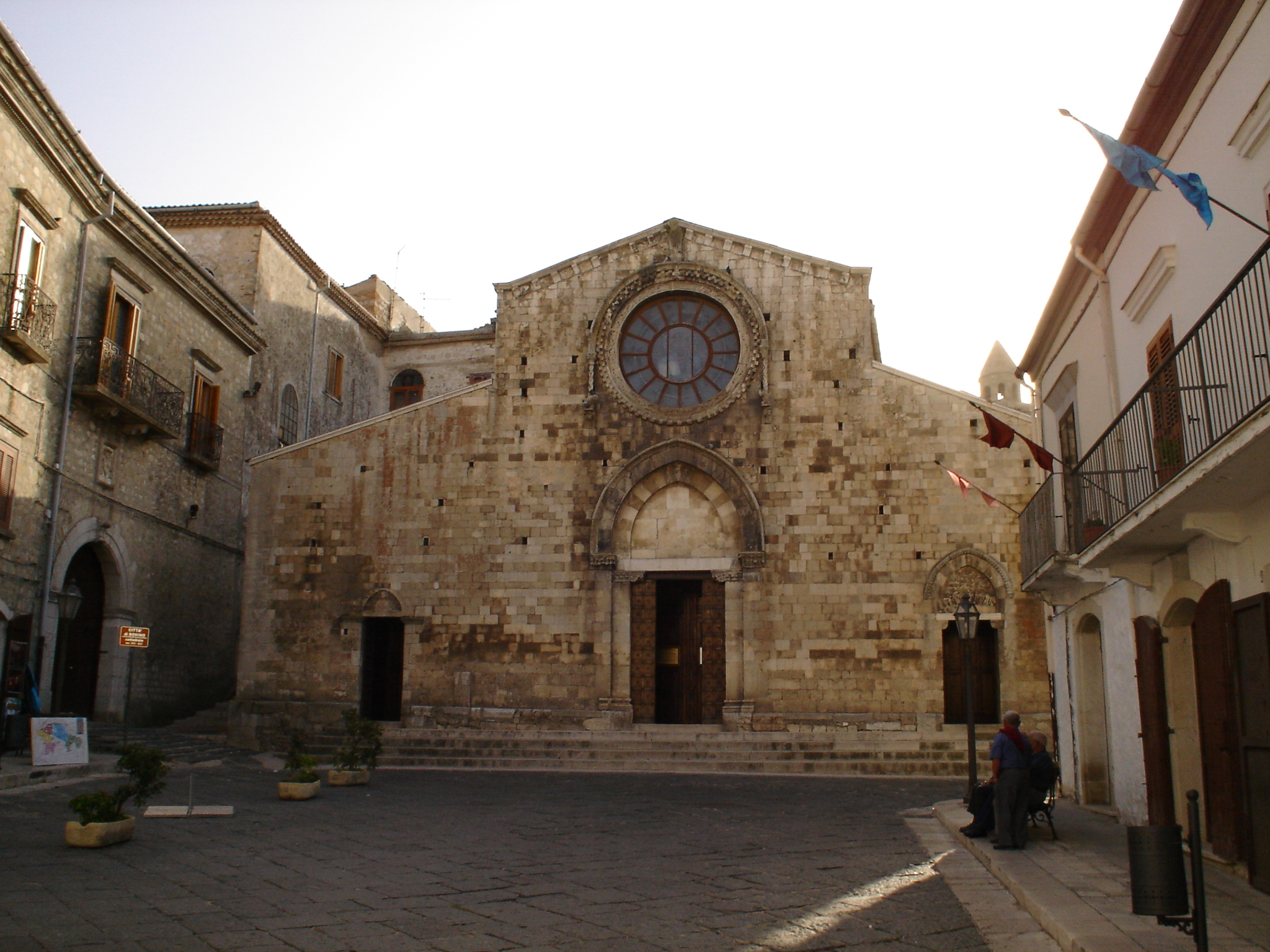
Frente oeste da catedral

Catedral de Bovino (em italiano:  Duomo di Bovino; Basilica Concattedrale di Santa Maria Assunta) é uma catedral católica romana de Bovino, região da Apúlia, Itália, dedicada à Assunção da Virgem Maria. Antiga sede episcopal da diocese de Bovino, é desde 1986 co-catedral da arquidiocese de Foggia-Bovino.
O local é antigo, mas a catedral foi destruída em um terremoto em 1930 e o atual edifício é uma reconstrução do século XX, reconsagrada em 1936.
A catedral recebeu o status de Basílica Menor em 1970.